# テル・ハー・ノー
「テル・ハー・ノー」（Tell Her No）は、ゾンビーズが1965年に発表した楽曲。

## 概要
作詞作曲はロッド・アージェント。本国イギリスでは1965年1月29日にシングルA面として発売。B面はクリス・ホワイトが書いた「What More Can I Do」。アメリカはそれより少し先立って1965年1月2日に発売された
。B面は同じくクリス・ホワイトが書いた「Leave Me Be」。
同年2月27日から3月6日にかけて2週連続でビルボード・Hot 100で6位を記録。全英シングルチャートでは42位を記録した。
1983年、カントリー・ポップ女性歌手のジュース・ニュートンのバージョンがビルボードのアダルト・コンテンポラリー・チャートで14位、Hot 100で27位を記録している。その他、スミス（1969年）、デル・シャノン（1975年）、ジュース・ニュートン（1983年）、ロニー・スペクター（2016年）らによるカバー・バージョンがある。